# Baldassare degli Embriachi

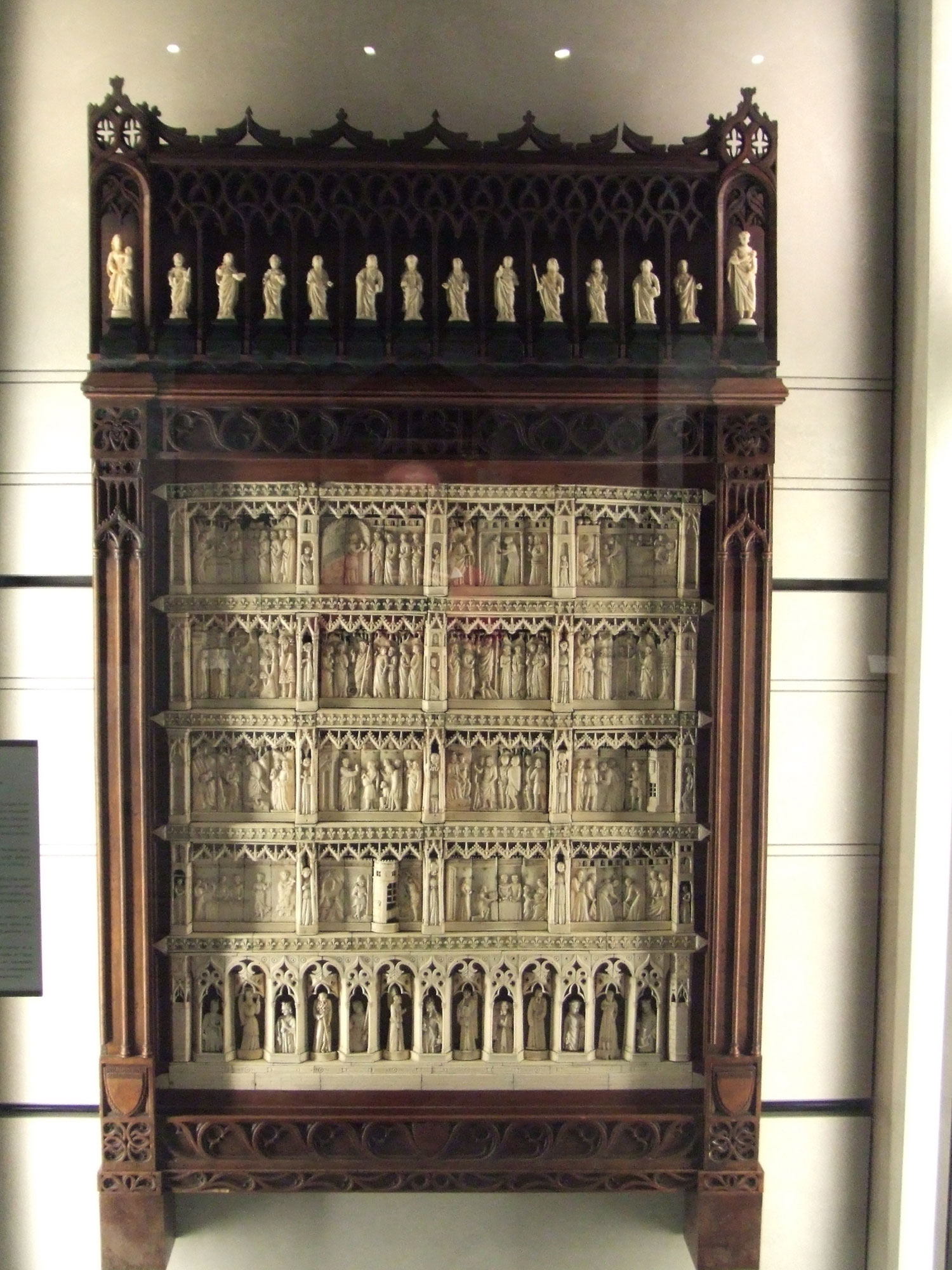
Panneau au musée des beaux-arts de Lyon

Baldassare degli Embriachi, en français Balthazar Embriachi né à Florence, est un sculpteur sur ivoire de l'école florentine de la Renaissance italienne de la fin du XIVe et du début du  XVe siècle.

## Biographie
L'atelier familial qu'il dirige a produit de nombreux objets de culte (souvent à représentations de scènes christologiques) et séculiers entre 1393 et 1433, à Florence puis à Venise (atelier dirigé par le sculpteur florentin Giovanni di Jacopo) pour concurrencer les ateliers français de Paris des XIIIe et XIVe siècles et fournir la bourgeoisie italienne naissante et ensuite européenne.
Pour des raisons d'économie, il substitue souvent, à l'ivoire, des plaquettes d'os entourées de marqueterie et fixées sur un support de bois.

## Œuvres
- Oratoire des duchesses de Bourgogne (avant 1393), retable aux figures d'apôtres, de la chartreuse de Champmol, conservé au Musée national du Moyen Âge à Paris.
- Polyptyque avec 94 statuettes en ivoire de 66 scènes de l'Ancien et du Nouveau Testament,   ayant nécessité 40 ans de travail, pour la chartreuse de Pavie.
- Miroir orné, musée Horne, Florence
- Retable de Poissy (1400), commandé par Jean de Berry pour l'abbaye de Poissy, conservé au musée du Louvre
- Retable  (fin XIVe siècle), au Metropolitan Museum of Art

- Coffret de mariage illustré de l'Histoire de Pâris
- Coffret de mariage, Musée de Bode, Berlin
- Panneau au musée des beaux-arts de Lyon (rangée du bas rajouté et non de l'atelier)